# レガッタ

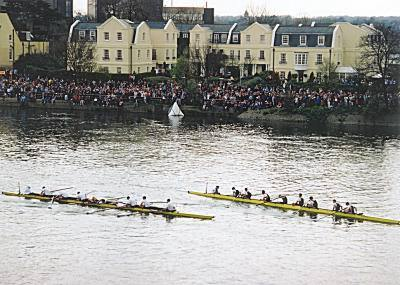
オックスフォード大学ボートクラブと、ケンブリッジ大学ボートクラブとの間で、毎年春テムズ川で行われる伝統あるレガッタ、「ザ・ボート・レース」

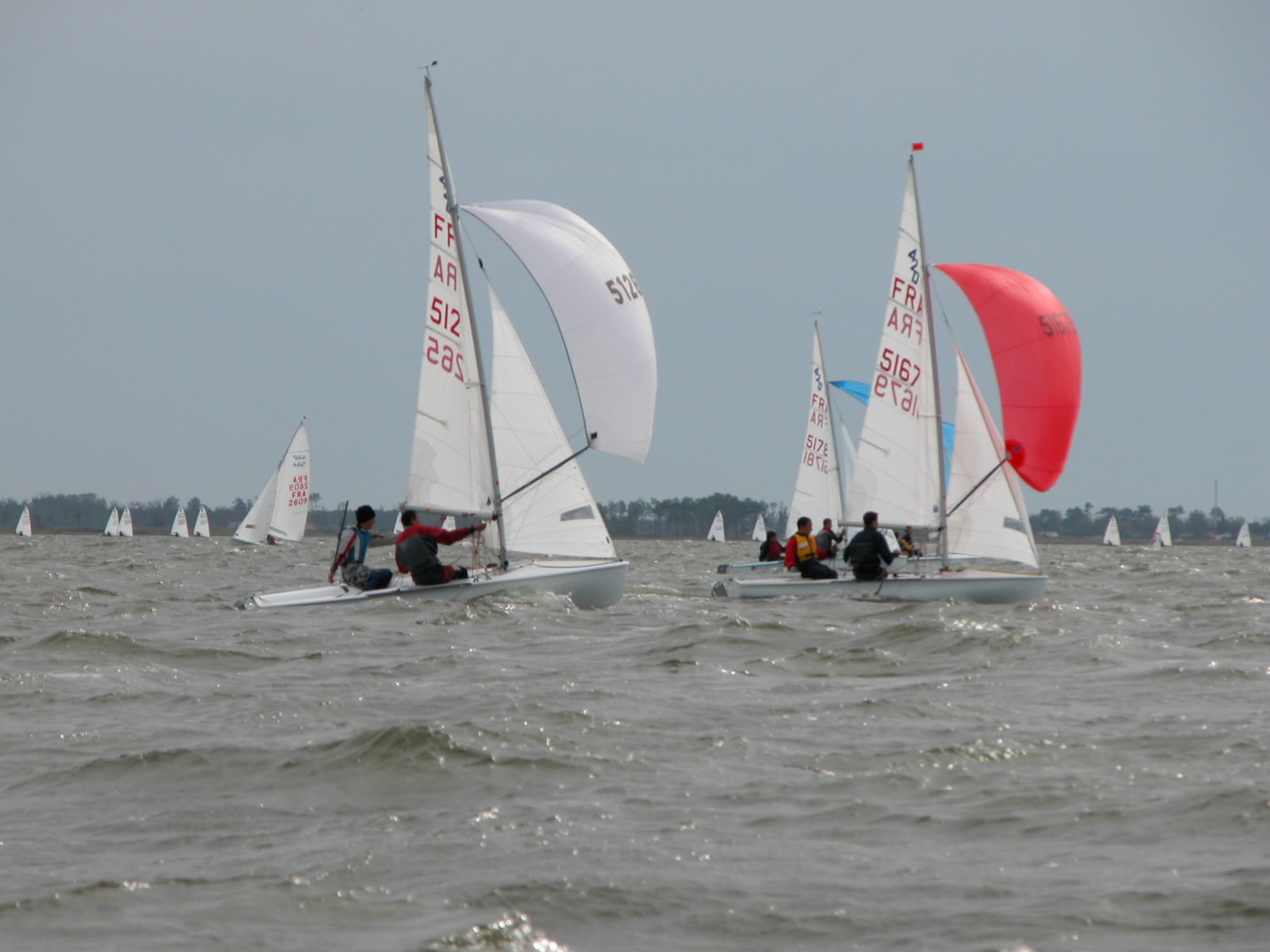
420クラス・ディンギーによるレガッタ（ヨットレース）

レガッタ（イタリア語 regata、英語 regatta）とは、原動機のない船を使った、複数の人数によるボート、ヨット、カヌーなどの競漕会のこと。

## 概要
通常は漕艇によるローイング競技（ボート競技）を指すが、帆走やヨット競技もレガッタと呼ばれる。また水中翼帆走艇 （Sailing hydrofoil）などある種の動力付き船舶による競争もレガッタの名を冠されることがある。「regatta」という語には競技に伴う周囲の慈善活動や広報活動も含意される。
典型的なレガッタは学生や社会人などアマチュアによるローイング競技だが、高度に組織化されスケジュールや進行に至るまで厳格にルールを定められた公的な大会もある。レガッタは港湾の祭典や河川でのイベントなどの際に、余興として、あるいはローイング競技のプロモーションとして行われるものもあるが、ある形式のボートやある地域のクラブ・学校の選手権大会として、ヨットクラブ、帆走協会、大学や高校の学生ボート連盟などの主催により行われることもある。
世界的に有名なレガッタには、イギリスのテムズ川で1839年から毎年行われている漕艇の祭典・ヘンリー・レガッタ（Henley Royal Regatta、Henley Regatta）やオックスフォード大学とケンブリッジ大学の対抗戦ザ・ボート・レースがある。また最も古くから続くレガッタとされるものは、1826年から毎年イングランド南部のワイト島でロイヤル・ヨット・スコードロン （王立ヨット艦隊）の主催で一週間にわたり行われるカウズ・ウィーク （Cowes Week）である。このレースには900以上のヨットが参戦している。

## レガッタの名を冠する作品
詳細は各項目を参照。
- レガッタ〜国際金融戦争 - 三浦友和主演のテレビドラマ。
- レガッタ〜君といた永遠〜 - 原秀則の漫画作品、およびそれを原作としたテレビドラマ。